# Orthonyx spaldingii
Il corriceppi di Spalding o chowchilla (Orthonyx spaldingii Ramsay, 1868) è un uccello passeriforme della famiglia degli Orthonychidae.

## Etimologia
Il nome scientifico della specie, spaldingii, è un omaggio (sebbene errato, in quanto la declinazione corretta del genitivo sarebbe spaldingi) al tassidermista Edward Spalding, che ne ottenne gli esemplari utilizzati per la descrizione scientifica della specie: il loro nome comune deriva dalla lingua aborigena ed è un'onomatopea del loro richiamo.

## Descrizione

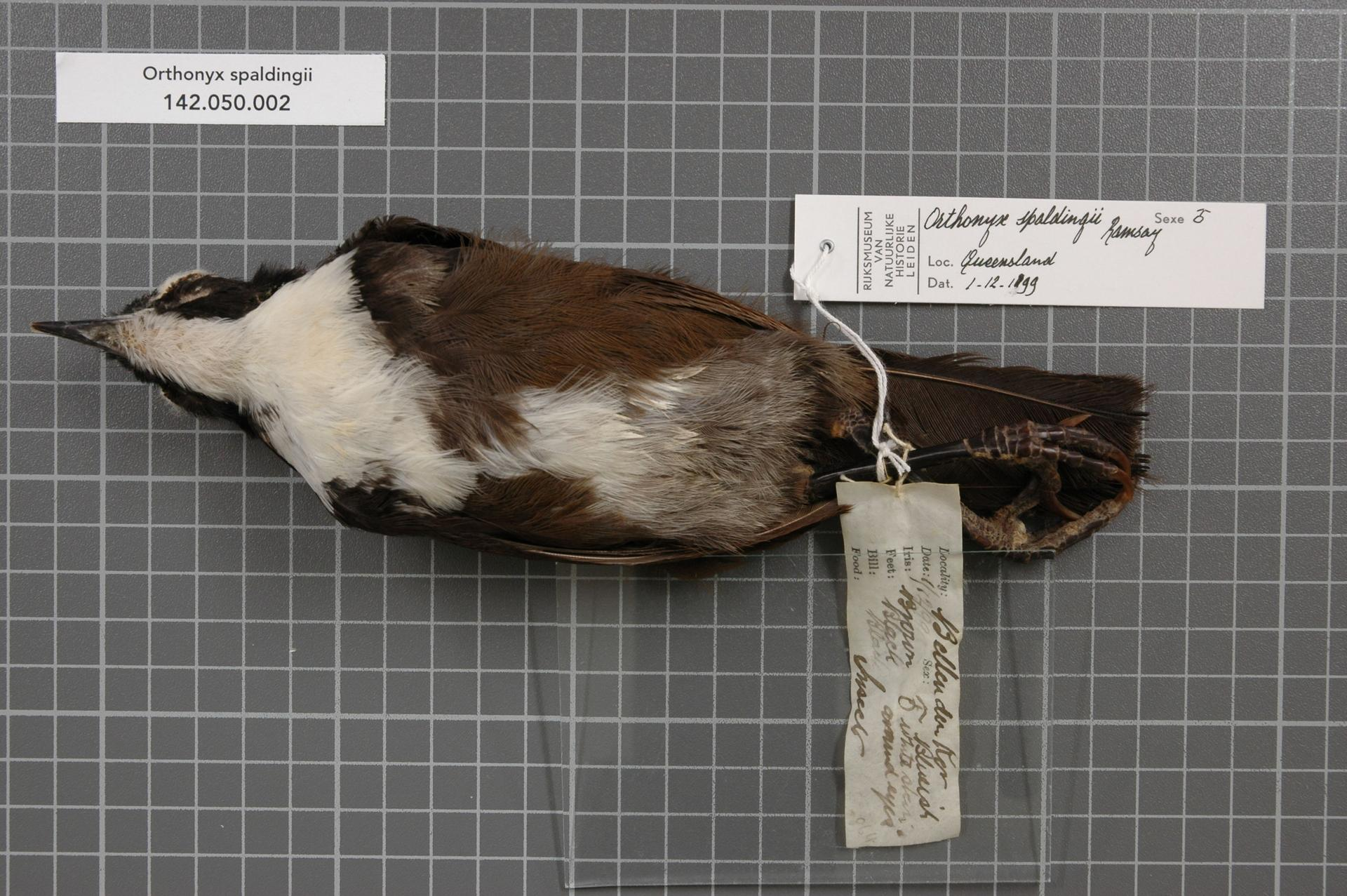
Maschio impagliato.

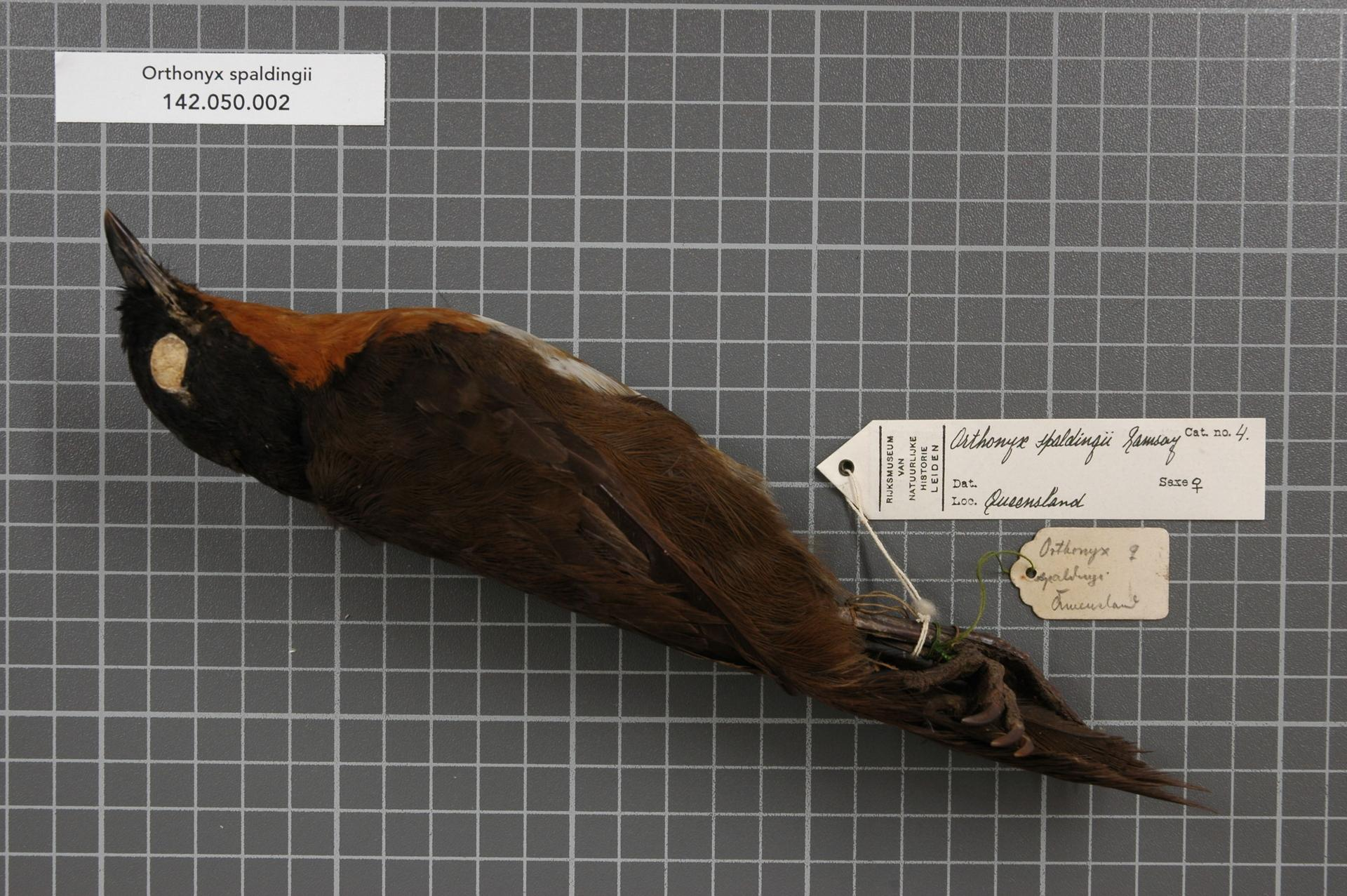
Femmina impagliata.

### Dimensioni
Misura 24–29 cm di lunghezza, per 113-215 g di peso: a parità d'età, i maschi sono più pesanti delle femmine anche di oltre un terzo.

### Aspetto
Si tratta di uccelli dall'aspetto robusto e paffuto, muniti di testa arrotondata con piccoli occhi e corto becco conico, forti zampe allungate e con dita lunghe, ali arrotondate e coda rigida e dalle penne appuntite.
Il piumaggio presenta dicromatismo sessuale. Nei maschi la testa e l'area scapolare sono di colore nero, che sfuma nel bruno-nerastro su dorso ed ali (queste ultime con remiganti nere), mentre fianchi, codione, sottocoda e coda sono bruni: gola, petto e parte centrale del ventre sono invece di colore bianco candido.

Nelle femmine la colorazione è bruno-nerastra sulla testa e bruna su dorso, ali, fianchi e coda_ la gola e il petto sono di color bruno-arancio, mentre il ventre è bianco.
In ambedue i sessi il becco e le zampe sono di colore nerastro, mentre gli occhi sono di colore bruno scuro, con anello perioculare glabro e di colore grigio-azzurro.

## Biologia

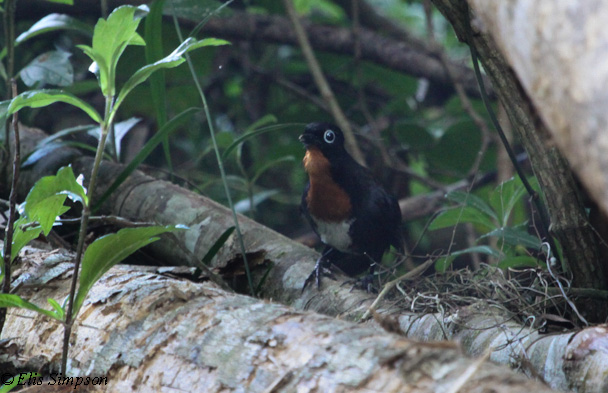
Femmina canta a Kuranda.

Si tratta di uccelli dalle abitudini diurne e territoriali, che vivono in coppie, ma passano la maggior parte della giornata da soli alla ricerca di cibo, mantenendosi quasi esclusivamente al suolo, ed involandosi molto raramente.
Le coppie si tengono in contatto mediante richiami chioccolanti ai quali devono il proprio nome comune: essi hanno sia funzione di contatto che di avvertimento territoriale nei confronti di estranei, e vengono emessi soprattutto durante le prime ore del mattino.

### Alimentazione

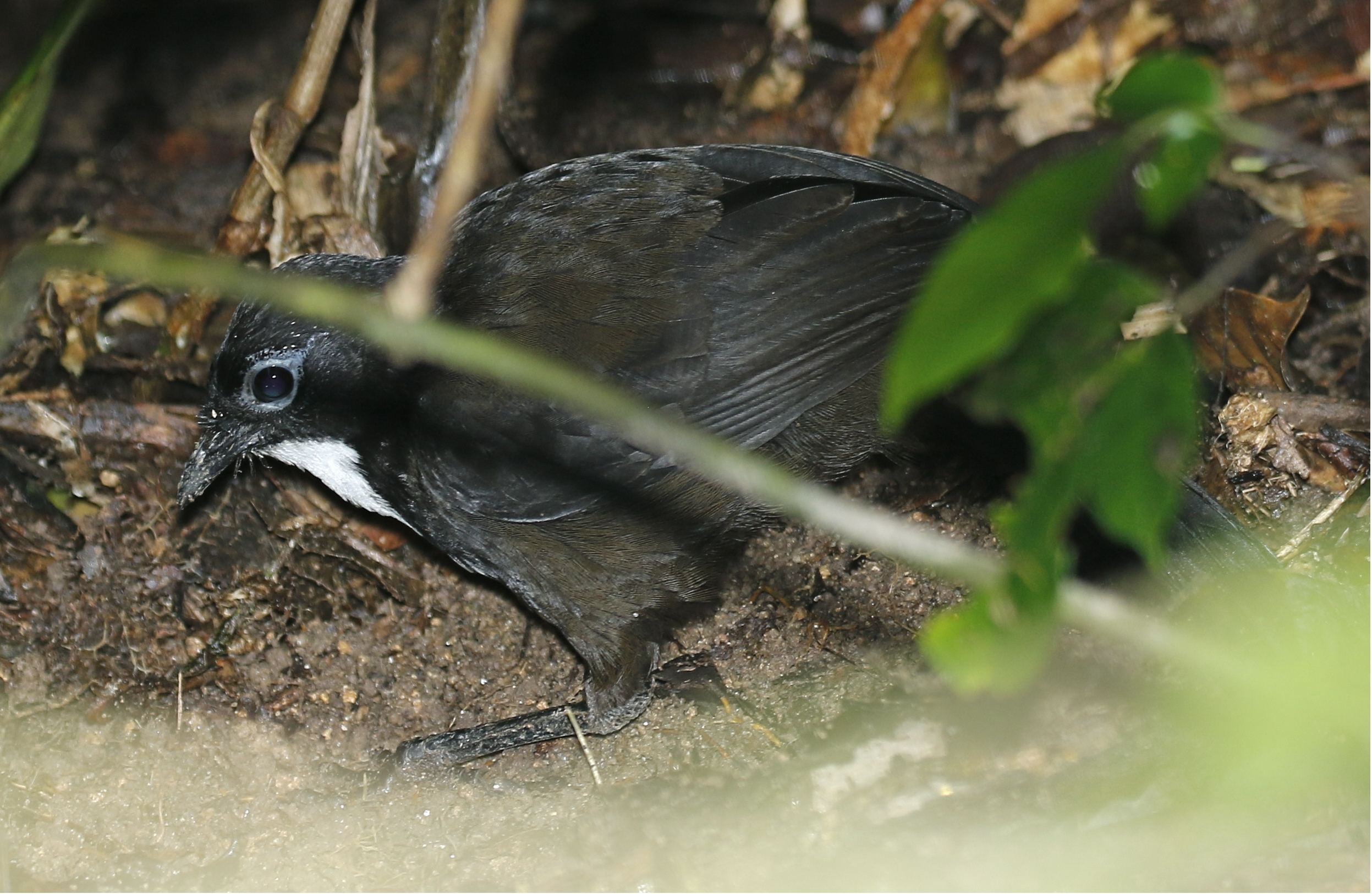
Maschio si nutre al suolo nei pressi di Bankstown.

Il chowchilla è un uccello essenzialmente insettivoro, la cui dieta si basa su insetti ed altri invertebrati: questi uccelli possono inoltre nutrirsi di piccoli vertebrati (scinchi e rane), bacche, frutta e granaglie.
Il cibo viene reperito soprattutto al suolo: questi uccelli raspano il terreno con le zampe e rimuovono i detriti col becco al fine di mettere allo scoperto le proprie prede, manenendosi in equilibrio con l'aiuto delle rigide penne caudali, che vengono appoggiate al terreno.

### Riproduzione
Questo uccello è in grado di riprodursi durante tutto l'arco dell'anno, privilegiando per farlo il periodo fra maggio e febbraio ed in particolar modo i mesi fra luglio e dicembre: questi uccelli sono monogami.

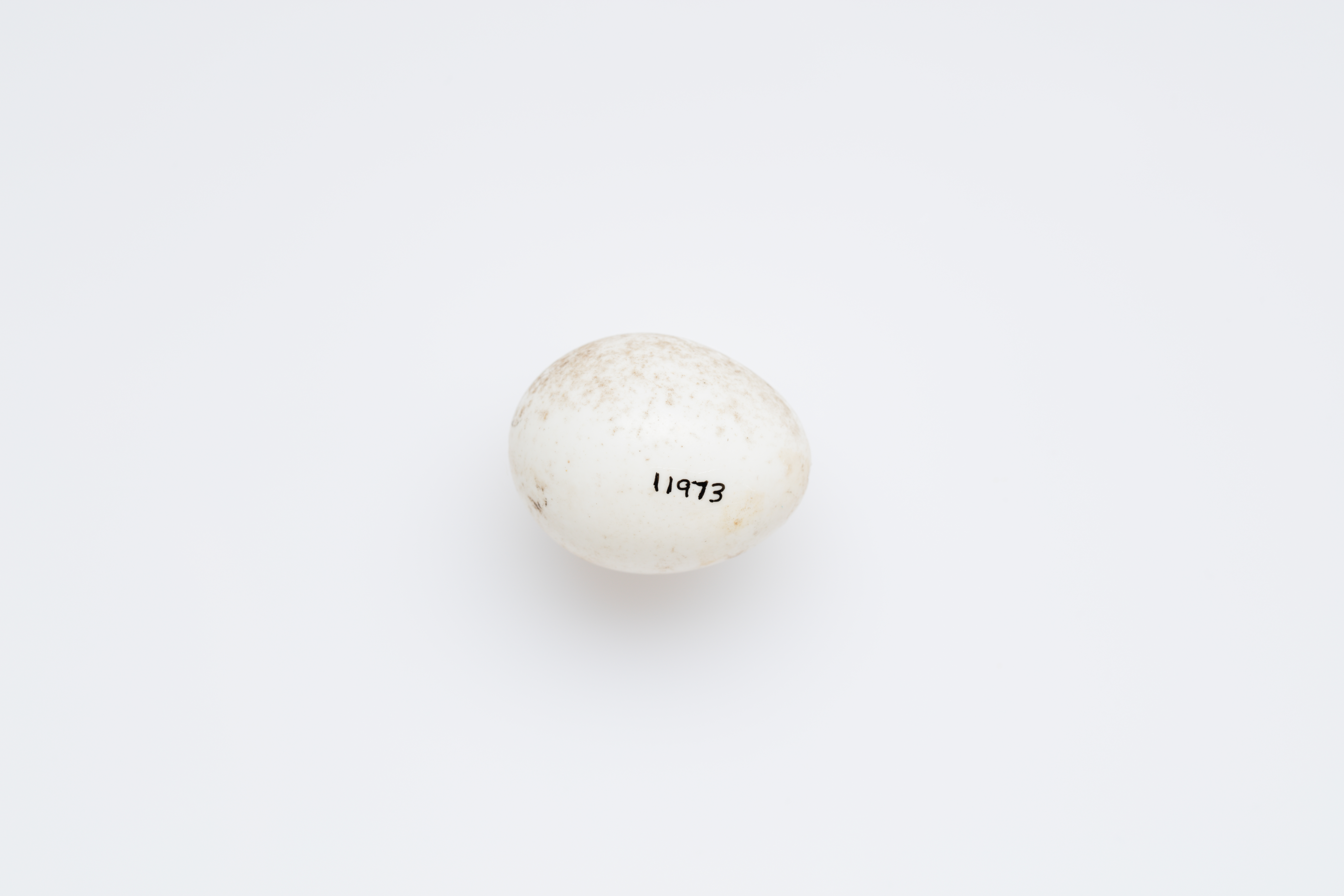
Uovo.

Il nido è di forma globosa, e viene costruito dalla sola femmina: esso viene ubicato al suolo o poco sopra di esso alla base di un cespuglio, ben occultato fra il fogliame, solitamente appoggiato al tronco o ad un legno caduto o un sasso. Al suo interno (foderato con fibre vegetali secche e foglie morte, mentre la parte esterna è fatta di rametti intrecciati, muschio e foglie di felce) viene generalmente deposto un singolo uovo, quasi sferico e di colore bianco, che la femmina cova per 21-25 giorni.

Il piccolo, cieco ed implume alla schiusa, viene accudito ed imbeccato dalla sola femmina: esso è in grado di lasciare il nido già a un paio di settimane dalla nascita, tuttavia tende a rimanere coi genitori (una volta lasciato il nido anche il maschio partecipa all'allevamento della prole, imbeccando il giovane di tanto in tanto) ancora per un paio di settimane, prima di allontanarsene in maniera definitiva, se femmina, o di rimanere nel territorio natio assieme ai genitori, se maschio. I maschi, infatti, rimangono nel territorio di nascita anche per anni, aiutando il padre nella difesa dello stesso (e soprattutto della femmina in riproduzione).
La speranza di vita di questi uccelli è in media di cinque anni, con singoli esemplari che sono arrivati a 17 anni di vita.

## Distribuzione e habitat

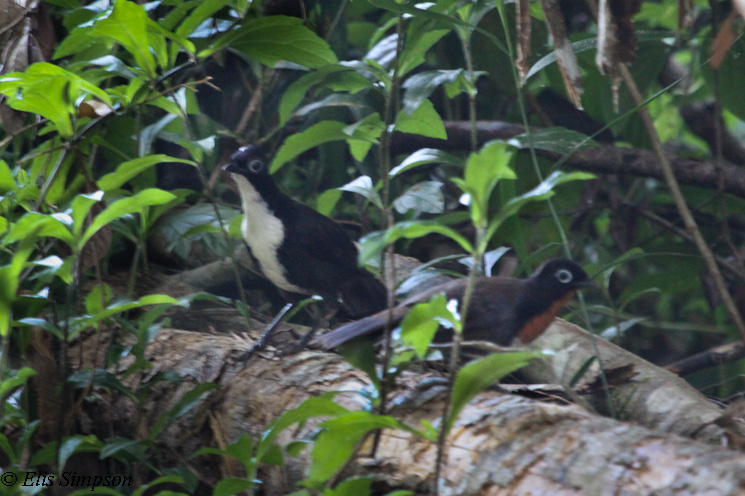
Coppia (femmina a destra) a Kuranda.

Il chowchilla è endemico dell'Australia, della quale popola la fascia costiera orientale della penisola di Capo York, nell'area compresa grossomodo fra Cooktown ed Ingham.

Si tratta di uccelli stanziali, con tutti gli esemplari che non sono mai stati osservati a più di 10 km dal luogo di inanellamento.
L'habitat di questi uccelli è rappresentato dalla foresta pluviale di pianura primaria e secondaria, purché con presenza di folto sottobosco.

## Tassonomia
Se ne riconoscono due sottospecie:
- Orthonyx spaldingii spaldingii Ramsay, 1868 . la sottospecie nominale, diffusa nella porzione meridionale dell'areale occupato dalla specie;
- Orthonyx spaldingii melasmenus Schodde & Mason, 1999 - diffusa nella porzione settentrionale dell'areale occupato dalla specie;